# Herb Lachowicz
Herb Lachowicz – jeden z symboli Lachowicz nadany miastu 26 grudnia 1994 przez Radę Delegatów Miasta Lachowicze.
Jest również herbem rejonu lachowickiego.

## Opis herbu
Na tarczy francuskiej średniowiecznej, na czerwonym polu srebrny plan zamku.

## Znaczenie
Herb przedstawia uproszczony plan Zamku w Lachowiczach – jednej z najmocniejszych twierdzy Rzeczypospolitej Obojga Narodów, nazywanej litewską Częstochową. Do czasów współczesnych zachowały się jedynie jego pozostałości.

## Historia
Herb stworzyli przewodniczący Rady Delegatów Miasta Lachowicze U. W. Kuźmicz oraz grafik S. W. Czaranowicz. Godło stworzono na podstawie ryciny z XVII wieku, przedstawiającej lachowicki zamek.
Rada Delegatów Miasta Lachowicze przyjęła herb 26 grudnia 1994 i tego samego dnia został on zarejestrowany w Rejestrze Herbowym Republiki Białorusi. Był to jeden z pierwszych herbów miejskich przyjętych w niepodległej Białorusi.

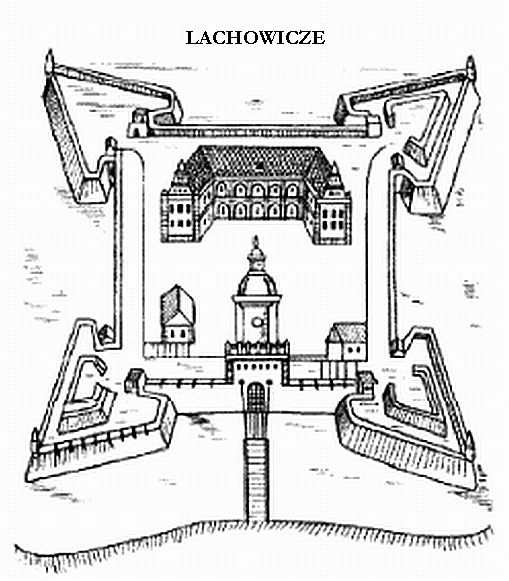
Rycina z XVII wieku, przedstawiająca lachowicki zamek